# The Black and White Album
The Black and White Album is het vierde album van de Zweedse garagerockband The Hives. De plaat kwam op 15 oktober 2007 uit in het Verenigd Koninkrijk en op 13 november 2007 in de Verenigde Staten. Het album zou oorspronkelijk in beide landen op 9 oktober uitkomen, maar de datum werd om onbekende redenen verschoven.

## Achtergrond
De eerste single van het album, Tick Tick Boom, wordt gebruikt in het videospel Madden NFL 08. De versie die men daar hoort is een beginversie, waarin onder meer een ander koor wordt gebruikt. Het uiteindelijke nummer staat op de cd. Fragmenten van Tick Tick Boom werden gebruikt in een reclamespotje van Nike, kort voor de release van de single op 14 augustus in de VS en 24 september in het Verenigd Koninkrijk.
Volgens de band zijn er 20 tot 30 nummers opgenomen (waarvan zeven met producer Pharrell Williams) voor het album, waarvan ze uiteindelijk de beste 17 uitkozen. Andere nummers werden geproduceerd door Jacknife Lee en Dennis Herring. Daarnaast werden er enkele sessies gehouden met Timbaland, waarmee de band Throw It On Me maakte, maar deze kwam te laat om nog op het album te kunnen verschijnen. Ze hopen de liedjes met Timbaland nog als b-zijdes te kunnen gebruiken.
De tracklist van het album werd op 13 september bevestigd op de Duitse website van de band, en later via NME.
Tegen 9 oktober waren Tick Tick Boom, Try it Again, You Got it All... Wrong, Well All Right!, Won't Be Long en Fall is Just Something Grownups Invented allen verkrijgbaar via iTunes. Op 17 december 2007 maakten The Hives op hun website bekend dat T.H.E.H.I.V.E.S. de volgende single zou worden.

## Inhoud

### Tracklist
1. Tick Tick Boom - 3:25
2. Try It Again - 3:29
3. You Got It All... Wrong - 2:42
4. Well All Right! - 3:29
5. Hey Little World - 3:22
6. A Stroll Through Hive Manor Corridors - 2:37
7. Won't Be Long - 3:46

8. T.H.E.H.I.V.E.S. - 3:37
9. Return the Favour - 3:09
10. Giddy Up! - 2:51
11. Square One Here I Come - 3:10
12. You Dress Up for Armageddon - 3:09
13. Puppet on a String - 2:54
14. Bigger Hole to Fill - 3:37

### Bonustracks
- Fall is Just Something Grownups Invented (voor iTunes in het VK)[2] - 2:40
- Hell No - 2:22
- I Can't Just Give It To You - 3:37

## Medewerkers
- Pelle Almqvist – zang
- Nicholaus Arson – gitaar
- Vigilante Carlstroem – gitaar
- Dr. Matt Destruction – basgitaar
- Chris Dangerous – drums
- Pelle Gunnerfeldt – mixen

- Serban Ganesa – mixen
- Ted Jensen – mastering
- Dennis Herring – producer
- Pharrell Williams – producer
- Garret "Jacknife" Lee – producer
- Thomas Öberg – producer